# Triel Baenre
Triel Baenre es un personaje de ficción perteneciente al mundo de Reinos Olvidados.

Matrona de la Casa Baenre y cabeza de Arach-Tinilith, Triel es la hija mayor de la anciana Matrona Baenre. Para ser drow es más baja de lo normal (1,17 metros) y de muy mal carácter, pero paciente y calculadora, aunque carece del carisma necesario para convertirse en cabeza de una casa.
Le disgustan las intrigas de su madre, sabiendo que a su muerte le traerían problemas, como de hecho sucede, dándole mucho trabajo para intentar controlar el caos que la Matrona había desencadenado.
Ambiciosa pero sin el poder personal de su antecesora, la nueva Matrona Baenre, es una reina sin coronar. Insegura de sí misma e inestable, necesita el consejo de sus hermanos Gomph y Quenthel y de otros miembros de la familia como Sos`Umptu o Jeggred.
Triel prefiere no estar lastrada por objetos personales, de modo que normalmente lleva consigo pocas posesiones. Su cota de malla es de la más fina calidad, del mismo modo que su maza, utilizada rara vez. Lleva la insignia de su casa colgada de una pesada cadena de oro. Este objeto, como todas las insignias de los nobles Baenre seleccionados, dota a Triel con el poder de un hechizo de retirada, que la llevará directamente a la sala del trono de la Matrona Baenre.
Su arma preferida es un temido látigo de serpientes de cinco cabezas que ha probado la carne de unos cuantos jóvenes drow que han pasado por la Academia. Otro de sus juguetes es su varita de miedo, un regalo de su madre cuando Triel fue nombrada Matrona de la Academia.
Triel es dominante y dictatorial, incluso con los drow, pero también es consciente de que se halla en una posición muy influyente y es cuidadosa acerca de correr riesgos que puedan poner en peligro su rango.
Según las nuevas incursiones literarias al estado actual de la ciudad de Menzoberranzan y su casa Baenre (la enorme doble trilogía "The War of the Spider Queen", el ciclo "Starlight & Shadows" de Elainne Cunningham y "Lady Penitent", de Lisa Smedman), Triel continúa siendo la madre matrona de su Casa y en consecuencia la mujer con más peso político y público de toda la raza drow, bien que su hermana Quenthel es la suma sacerdotisa de la ciudad y maestra de la academia Arach-Tinilith.
- Datos: Q12221072